# Péter Lukács
Pour les articles homonymes, voir Lukács.
Péter Lukács est un joueur d'échecs hongrois né le 9 juillet 1950 à Budapest, grand maître international depuis 1986 et champion de Hongrie en 1980.

## Tournois individuels
Il a remporté les tournois de :
- Pernik 1976 ;
- Helsinki 1983 ;
- Vrnjačka Banja 1985 ;
- Polanica-Zdrój (mémorial Rubinstein) 1986, devant Konstantin Lerner et Ralf Lau[2] ;
- La Havane (mémorial Capablanca, tournoi B), ex æquo avec Ievgueni Pigoussov ;
- Budapest 1987, 1994 et 1999 ;
- Miskolc 1990 ;
- Montpellier 1991 ;
- Kecskemét 1991.

Il remporta le championnat de Hongrie d'échecs en 1980, finit deuxième (médaille d'argent) du championnat en 1979 et 1989 et troisième en 1982.

## Compétitions par équipe
Péter Lukács a fait partie de l'équipe de Hongrie qui finit quatrième du championnat du monde d'échecs par équipes en 1989.
Péter Lukács a remporté deux médailles d'argent par équipe lors des championnats d'Europe par équipe de 1977 et 1980.
Il a participé quatre fois à la coupe d'Europe des clubs d'échecs avec l'équipe du Spartak Budapest de 1979 à 1986. Son équipe remporta la Coupe d'Europe en 1982 et fut éliminée en demi-finale (médaille de bronze par équipe) en 1979.